# 2군 (스포츠)
2군(二群)은 축구, 야구를 비롯한 프로스포츠에서 사용되는 용어이다.
축구에선 클럽 내 21세 이하 등 기량 향상을 목적으로 젊은 성인팀을 만들어 운영하기도 한다. 야구처럼 기량 미달 및 부상 등으로 1군 엔트리에서 제외된 선수들을 훈련시켜 다시 1군에 재진입시키는 역할 등을 한다. 종목별 그리고 구단별 상황에 맞추어 운영된다.

## 같이 보기
- 팜팀
- 유스 시스템